# Église Sainte-Anne et Sainte-Trinité (Brooklyn)
L’église Sainte-Anne et Sainte-Trinité (St. Ann & the Holy Trinity Church) est une église épiscopale historique située à l'angle des rues Montague et Clinton, dans le quartier de Brooklyn Heights à Brooklyn, à New York. C'est la co-cathédrale du diocèse épiscopal de Long Island de l'Église épiscopalienne des États-Unis.

## Histoire

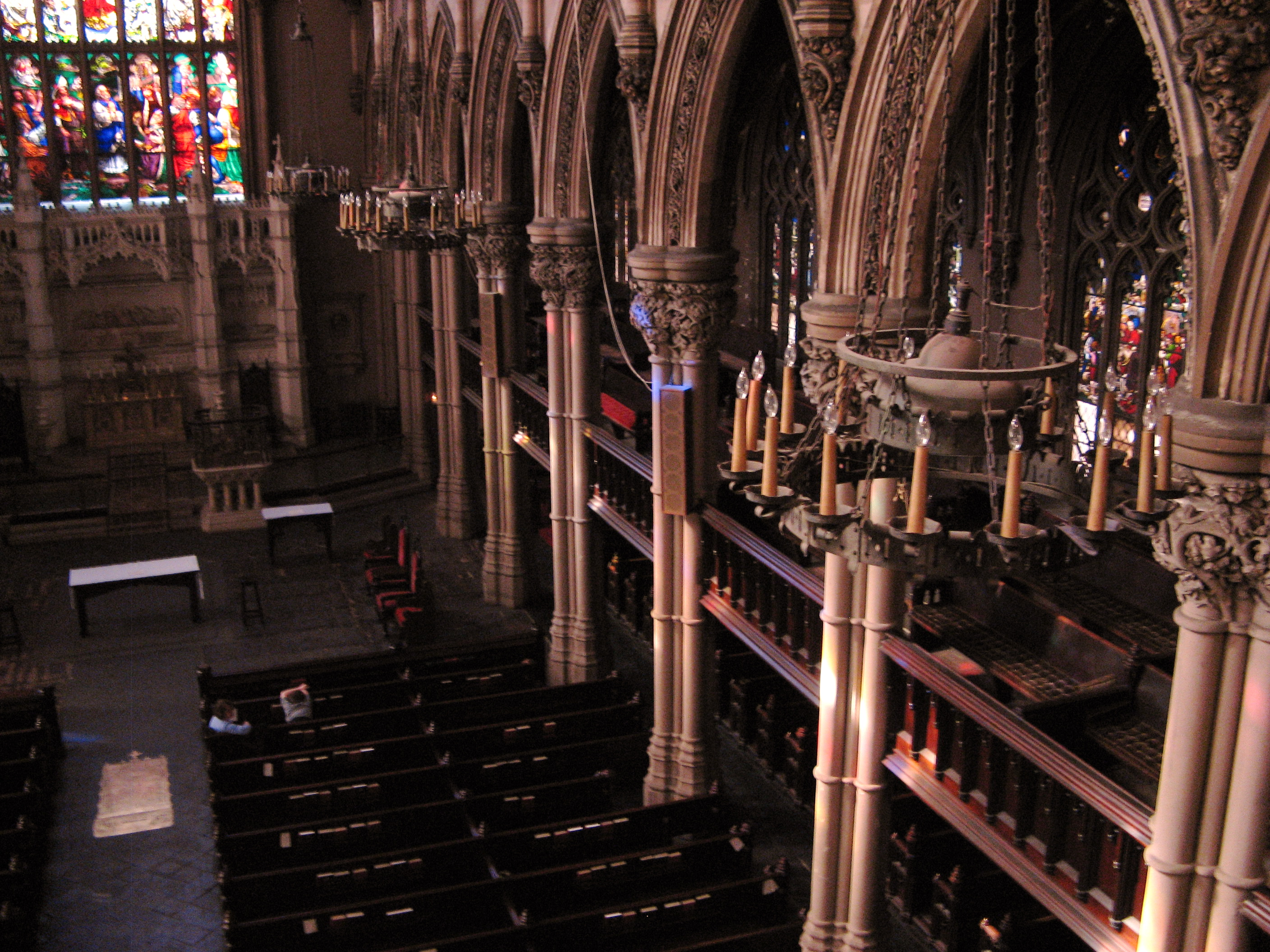
Intérieur

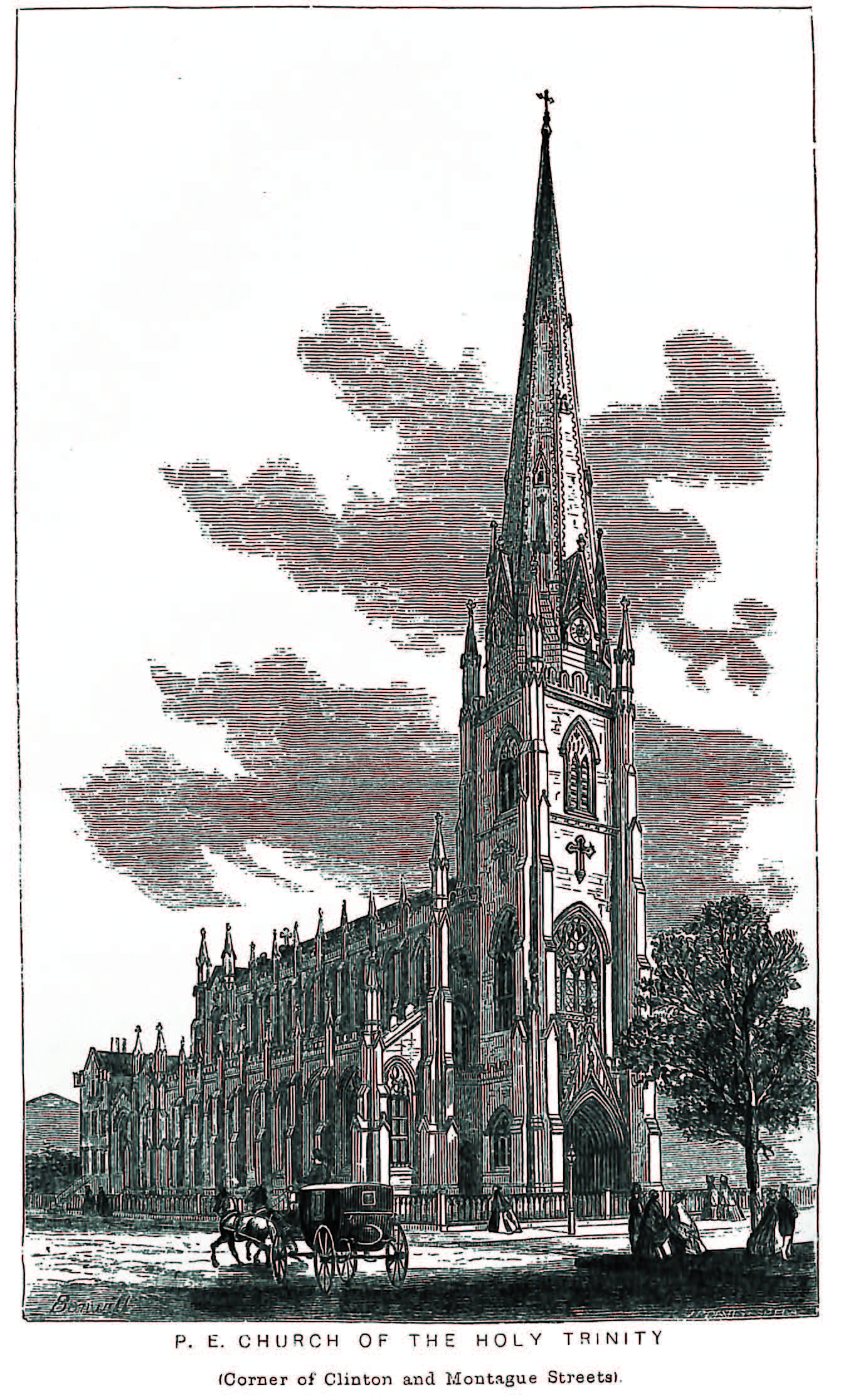
Avec la flèche, supprimée depuis

Le bâtiment a été construit comme église de la Sainte Trinité et a ouvert ses portes en 1847. La paroisse a été fermée en 1957 et le bâtiment est resté pratiquement vide pendant les 12 années suivantes. Le nom actuel de la paroisse reflète le fait que St. Ann's, la plus ancienne paroisse épiscopale de Brooklyn, a emménagé dans le bâtiment Holy Trinity alors vide en 1969. L'église possède certains des premiers vitraux figuratifs fabriqués aux États-Unis, réalisés par William Jay Bolton. L'église a été déclarée monument historique national en 1987,.
Le concepteur de Holy Trinity était l'éminent architecte américain du XIXe siècle Minard Lafever, avec des vitraux réalisés par William Jay Bolton et John Bolton entre 1845 et 1848,.
Un presbytère a été construit immédiatement à l'ouest de l'église entre 1895 et 1897. Le rez-de-chaussée de ce bâtiment sert aujourd'hui de salle paroissiale.

## Église Sainte-Anne (1787)

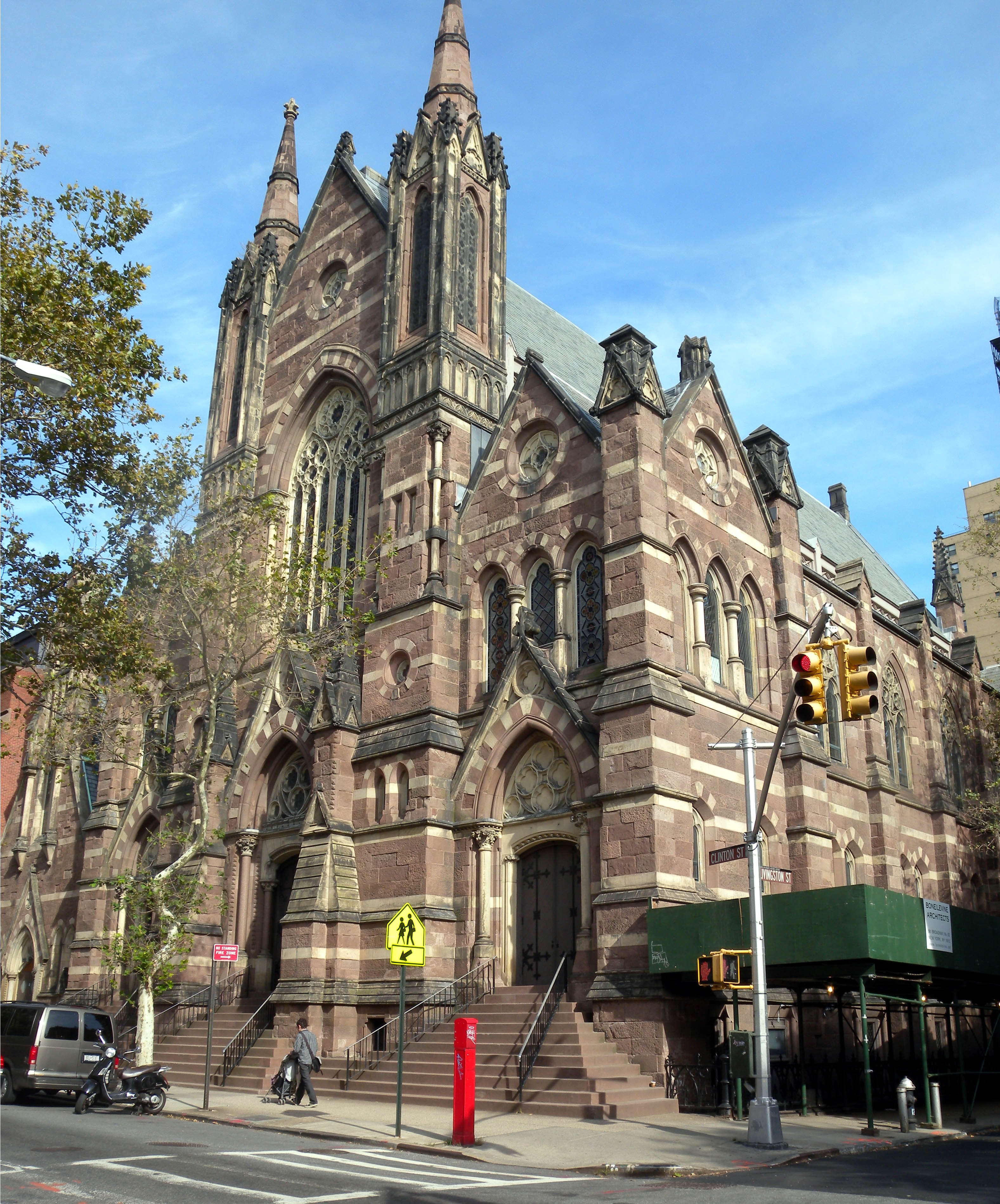
L'ancienne église Sainte-Anne, conçue par James Renwick Jr.

L'église St. Ann (organisée en 1787) a été nommée à l'origine en l'honneur d' Ann Ayscough Sands (1761-1851), qui fut l'une des premières mécènes avec son mari Joshua Sands. L'église occupait auparavant le bâtiment gothique victorien , toujours existant à l'angle nord-est des rues Clinton et Livingston, construit entre 1877 et 1878 selon les plans de James Renwick Jr. Cette église, qui présentait des vitraux de Henry E. Sharp, a été vendue au Packer Collegiate Institute.
Lorsque l'église a rouvert ses portes en 1969, le problème de la réparation du grand bâtiment après une longue période d'entretien différé a déclenché de nombreux projets et campagnes de conservation pour la tâche complexe et coûteuse de restauration de l'église et de ses vitraux menacés. Le Fonds mondial des monuments, en collaboration avec le Centre de restauration et d'art de St. Ann, a lancé des projets en 1988 et la poursuite des réparations a conduit à l'inscription du site au World Monuments Watch en 2002 et 2004.
L'un des vitraux (de 5,8 mètres de haut et 3 mètres de large) de la tribune d'orgue de l'église, est exposé dans l'aile américaine du Metropolitan Museum of Art
.

## Orgue commémoratif Peabody
L'orgue commémoratif Peabody a été construit par Ernest M. Skinner en 1925. C'est le troisième instrument installé depuis l'ouverture de l'église en 1847. En 1999, il a été reconnu par l'Organ Historical Society comme « un instrument historique de mérite spécial » – l'équivalent musical du statut de Landmark. Il s'agit du plus grand orgue EM Skinner de New York.
Virgil Fox et Louis Vierne, organistes de la cathédrale Notre-Dame de Paris, faisaient partie des organistes de renommée mondiale qui jouaient de l'orgue à Brooklyn.
Gregory Eaton, ancien doyen du chapitre de Brooklyn de l'American Guild of Organists, a été directeur musical et organiste de 1993 à 2014.